# 100 mm T-12
I cannoni controcarro T-12 sovietici, e la loro versione migliorata MT-12, con superiori capacità di sostenere elevate velocità di traino, sono stati tra le meno conosciute e più temibili armi dell'arsenale delle armate comuniste.

## Descrizione
Essi sono stati concepiti in sostituzione dei cannoni 100 mm M1944 rigati, pari calibro, apparsi durante la guerra. In questo caso, si tratta addirittura di derivati dal cannone UT-5 del T-62, con il calibro ridotto dal 115 mm iniziale. La canna è quindi ad anima liscia, per sopportare maggiori pressioni d'utilizzo, lunga almeno 60 calibri, e spara proiettili ad altissima velocità iniziale, circa 1600 metri al secondo, di tipo decalibrato e stabilizzato mediante alette. Altre munizioni disponibili sono le HE e le HEAT, ma il calibro relativamente ridotto le rende meno impressionanti delle APFSDS.
Il cannone può essere usato nel tiro diretto fino a 3 km, ma anche come arma a tiro indiretto, per un massimo di 8 km, sebbene la mancanza di rigatura la renda assai imprecisa. Protetti da pesanti scudi, dalla sagoma irregolare per confondersi meglio con il terreno, i serventi possono sparare almeno 14 colpi al minuto, e ripiegare in 2 minuti dal momento del cessate il fuoco.
Prodotti a migliaia, i T-12 /MT-12 sono stati a lungo parte della dotazione divisionale e di reparti indipendenti, con in genere un gruppo di 18 cannoni in 3 batterie. Per gli anni sessanta/ottanta le loro prestazioni erano più che adeguate, e solo l'avvento delle nuove generazioni di carri li ha resi parzialmente obsoleti. La loro sagoma bassa e sfuggente, però, può passare facilmente inosservata, e colpire i carri da combattimento ai fianchi, dove sono molto più vulnerabili. Esisteva anche la versione MT-12R con un radar di tiro per la batteria in condizioni ognitempo.
Gli ultimi modelli hanno addirittura la capacità di sparare missili Kastet.

## Modelli
- T-12: versione originale;
- T-12A: versione migliorata entrata in servizio nel 1972;
- MT-12 Rapira: scudatura per proteggere l'equipaggio da fuoco di mitragliatrici e schegge. Entrato in servizio nel 1970;
- MT-12R: versione con apparecchi per ingaggiare bersagli a bassa visibilità.